# Circunscripción electoral de Burgos

Circunscripción de Burgos
Cortes Generales* Congreso: 4 diputados (de 350)
- Senado: 4 senadores (de 266)Cortes de Castilla y León* 11 procuradores (de 81)

Burgos es una de las 52 circunscripciones electorales utilizadas como distritos electorales desde 1977 para la Cámara Baja de las Cortes Generales, el Congreso de los Diputados, y una de las 59 de la Cámara Alta, el Senado. Es una de las nueve circunscripciones electorales de Castilla y León.

## Ámbito y sistema electoral
En virtud de los artículos 68.2 y 69.2 de la Constitución Española de 1978 los límites de la circunscripción deben ser los mismos que los de la provincia de Burgos, y en virtud del artículo 140, su ámbito solo puede modificarse con la aprobación del Congreso. El voto es sobre la base de sufragio universal secreto. En virtud del artículo 12 de la constitución, la edad mínima para votar es de 18 años.
En el caso del Congreso de los Diputados, el sistema electoral utilizado es a través de una lista cerrada con representación proporcional y con escaños asignados usando el método D'Hondt. Sólo las listas electorales con el 3 % o más de todos los votos válidos emitidos, incluidos los votos «en blanco», es decir, para «ninguna de las anteriores», se pueden considerar para la asignación de escaños.
En el caso del Senado, el sistema electoral sigue el escrutinio mayoritario plurinominal. Se eligen cuatro senadores y los partidos pueden presentar un máximo de tres candidatos. Cada elector puede escoger hasta tres senadores, pertenezcan o no a la misma lista. Los cuatro candidatos más votados son elegidos.

## Elegibilidad
El artículo 67.1 de la Constitución española prohíbe ser simultáneamente miembro del Congreso de los Diputados y de un parlamento autonómico, lo que significa que los candidatos deben renunciar al cargo si son elegidos para un parlamento autonómico. No existe incompatibilidad similar en el caso de los senadores. El artículo 70 aplica también la inelegibilidad a los magistrados, jueces y fiscales en activo, Defensor del Pueblo, militares en servicio, los agentes de policía en activo y los miembros del tribunal constitucional y juntas electorales.

## Número de diputados
En todas las elecciones celebradas tras la restauración de la democracia se han elegido en Burgos cuatro diputados.
En virtud de la ley electoral española, todas las provincias tienen derecho a un mínimo de 2 escaños con 248 escaños restantes prorrateada de acuerdo a la población, salvo las ciudades autónomas de Ceuta y Melilla, que cada una cuenta con un escaño en el Congreso y dos en el Senado. Esta normativa se explica detalladamente en la ley electoral 1985 (Ley Orgánica del Régimen Electoral General).
En todas las elecciones autonómicas celebradas tras la restauración de la democracia se han elegido en Burgos once procuradores.

## Cortes de Castilla y León

### Escaños obtenidos por partido (1983-2022)
|                        | Partido Popular de Castilla y León    | PPCyL   | 6a | 4b | 6  | 7  | 6  | 7  | 7  | 7  | 5  | 3  | 4  |
|                        | Partido Socialista de Castilla y León | PSOECyL | 4  | 4  | 5  | 3  | 4  | 4  | 4  | 4  | 3  | 5  | 5  |
|                        | Ciudadanos-Partido de la Ciudadanía   | CS      |    |    |    |    |    |    |    |    | 1  | 2  | 0  |
|                        | Podemos Castilla y León               | PODEMOS |    |    |    |    |    |    |    |    | 2  | 1  | 0c |
|                        | Vox                                   | VOX     |    |    |    |    |    |    |    |    | 0  | 0  | 2  |
|                        | Izquierda Unida de Castilla y León    | IUCyL   |    | 0  | 0  | 1  | 0  | 0  | 0  | 0  | 0  | 0  | 0c |
| Partidos desaparecidos |                                       |         |    |    |    |    |    |    |    |    |    |    |    |
|                        | Centro Democrático y Social           | CDS     | 0  | 2  | 0  |    | 0  | 0  | 0  |    |    |    |    |
|                        | Tierra Comunera                       | TC      |    |    | 0  | 0  | 1  | 0  | 0  |    |    |    |    |
|                        | Solución Independiente                | SI      |    | 1  | 0  | 0  |    |    |    |    |    |    |    |
|                        | Partido Demócrata Liberal             | PDL     | 1  | 0  |    |    |    |    |    |    |    |    |    |
| Total                  | Total                                 | Total   | 11 | 11 | 11 | 11 | 11 | 11 | 11 | 11 | 11 | 11 | 11 |

a Los resultados corresponden a los de Coalición Popular.

b Los resultados corresponden a los de Alianza Popular.

c Los resultados corresponden a los de Unidas Podemos.

## Procuradores elegidos

### Procuradores elegidos para la I Legislatura
| Partido | Votos  | %     | Escaños | Miembros electos |
| ------- | ------ | ----- | ------- | --- |
| (PP)p   | 83.772 | 45,27 | 6       | Fernando Redondo Berdugo, Juan Carlos Elorza Guinea, Álvaro Renedo Sedano, Manuel Junco Petrement, Juan Carlos Aparicio Pérez, Luis Leivar Cámara |
| (PSOE)  | 68.290 | 36,90 | 4       | Octavio José Granado Martínez, Julián Simón de la Torre, Leopoldo Quevedo Rojo, Daniel de la Iglesia Gil                                          |
| (PDL)   | 14.543 | 7,86  | 1       | Francisco Montoya Ramos |

p Los resultados corresponden a los de Coalición Popular.

### Procuradores elegidos para la II Legislatura
| Partido                     | Votos  | %     | Escaños | Miembros electos                                                                                         |
| --------------------------- | ------ | ----- | ------- | --- |
| (PSOE)                      | 66.241 | 34,41 | 4       | Juan José Laborda Martín, Octavio José Granado Martínez, Julián Simón de la Torre, Leopoldo Quevedo Rojo |
| (PP)q                       | 58.300 | 30,29 | 4       | José María Arribas Moral, Juan Carlos Elorza Guinea, Pilar Urzay Urquiza, Carlos Jiménez Higueras        |
| (CDS)                       | 32.904 | 17,09 | 2       | Ricardo García García-Ochoa, Julián Altable Vicario                                                      |
| Solución Independiente (SI) | 19.282 | 10,02 | 1       | Tomás Cortés Hernández                                                                                   |

q Los resultados corresponden a los de Alianza Popular.

### Procuradores elegidos para la III Legislatura
| Partido | Votos  | %     | Escaños | Miembros electos |
| ------- | ------ | ----- | ------- | --- |
| (PP)    | 82.822 | 44,01 | 6       | Porfirio Eusebio Abad Raposo, César Huidobro Díez, Vicente Orden Vigara, María de la Cruz Rodríguez Saldaña, José Luis Santamaría García, Antonio Serna González |
| (PSOE)  | 64.046 | 34,03 | 5       | Octavio José Granado Martínez, Julián Simón de la Torre, Leopoldo Quevedo Rojo, Patricio Fernández Rodríguez, Leonisa Ull Laita                                  |

### Procuradores elegidos para la IV Legislatura
| Partido | Votos   | %     | Escaños | Miembros electos |
| ------- | ------- | ----- | ------- | --- |
| (PP)    | 108.800 | 52,97 | 7       | Juan Vicente Herrera Campo, Porfirio Eusebio Abad Raposo, César Huidobro Díez, José Luis Santamaría García, Mercedes Alzola Allende, Ernesto Argote Roa, Felicísimo Garabito Gregorio |
| (PSOE)  | 51.338  | 24,99 | 3       | Octavio José Granado Martínez, Julián Simón de la Torre, Leonisa Ull Laita |
| (IU)    | 26.115  | 12,71 | 1       | Luis García Sanz |

### Procuradores elegidos para la V Legislatura
| Partido  | Votos  | %     | Escaños | Miembros electos |
| -------- | ------ | ----- | ------- | --- |
| (PP)     | 96.689 | 49,07 | 6       | Juan Vicente Herrera Campo, César Huidobro Díez, José Luis Santamaría García, Mercedes Alzola Allende, Felicísimo Garabito Gregorio, Luis Domingo González Núñez |
| (PSOE)   | 62.618 | 31,78 | 4       | Octavio José Granado Martínez, Leonisa Ull Laita, Fernando Benito Muñoz, Julio Víctor Pascual Abad                                                               |
| (TC-PNC) | 14.779 | 7,50  | 1       | Juan Carlos Rad Moradillo |

### Procuradores elegidos para la VI Legislatura
| Partido | Votos   | %     | Escaños | Miembros electos |
| ------- | ------- | ----- | ------- | --- |
| (PP)    | 114.482 | 53,21 | 7       | Juan Vicente Herrera Campo, José Luis Santamaría García, Mercedes Alzola Allende, Luis Domingo González Núñez, Magdalena María González la Red, Fernando Rodríguez Porres, María Soledad Romeral Martín |
| (PSOE)  | 72.219  | 33,57 | 4       | Fernando Benito Muñoz, José Moral Jiménez, Laura Torres Tudanca, Consuelo Villar Irazábal |

### Procuradores elegidos para la VII Legislatura
| Partido | Votos   | %     | Escaños | Miembros electos |
| ------- | ------- | ----- | ------- | --- |
| (PP)    | 105.289 | 51,62 | 7       | Juan Vicente Herrera Campo, Mercedes Alzola Allende, Luis Domingo González Núñez, Fernando Rodríguez Porres, María Soledad Romeral Martín, Cristina Ayala Santamaría, Jesús Berzosa González |
| (PSOE)  | 72.020  | 35,31 | 4       | Fernando Benito Muñoz, Consuelo Villar Irazábal, Natalia López-Molina López, Ildefonso Sanz Velázquez                                                                                        |

### Procuradores elegidos para la VIII Legislatura
| Partido | Votos  | %     | Escaños | Miembros electos |
| ------- | ------ | ----- | ------- | --- |
| (PP)    | 98.448 | 50,69 | 7       | Juan Vicente Herrera Campo, Mercedes Alzola Allende, Fernando Rodríguez Porres, María Soledad Romeral Martín, Cristina Ayala Santamaría, Jesús María Aguilar Santamaría, Irene Cortés Calvo |
| (PSOE)  | 52.740 | 27,16 | 4       | Julián Simón de la Torre, María Fernanda Blanco Linares, David Jurado Pajares, Leonisa Ull Laíta                                                                                            |

### Procuradores elegidos para la IX Legislatura
| Partido   | Votos  | %     | Escaños | Miembros electos |
| --------- | ------ | ----- | ------- | --- |
| (PP)      | 68.706 | 36,48 | 5       | Juan Vicente Herrera Campo, Virginia Arnáiz González, Irene Cortés Calvo, Ángel Mariano Ibáñez Hernando, Alejandro Vázquez Ramos |
| (PSOE)    | 46.542 | 24,71 | 3       | Luis Tudanca Fernández, Luis Briones Martínez, Virginia Jiménez Campano                                                          |
| (PODEMOS) | 26.740 | 14,20 | 2       | Laura Domínguez Arroyo, Pedro María de Palacio Maguregui                                                                         |
| (Cs)      | 22.728 | 12,07 | 1       | José Ignacio Delgado Palacios |

## Congreso de los Diputados

### Escaños obtenidos por partido (1977-2023)
| Candidatura            | Candidatura     | 1977 | 1979 | 1982 | 1986 | 1989 | 1993 | 1996 | 2000 | 2004 | 2008 | 2011 | 2015 | 2016 | 2019 (I) | 2019 (II) | 2023 |
| ---------------------- | --------------- | ---- | ---- | ---- | ---- | ---- | ---- | ---- | ---- | ---- | ---- | ---- | ---- | ---- | -------- | --------- | ---- |
|                        | Partido Popular | 0    | 0    | 2a   | 2b   | 2    | 2    | 3    | 3    | 2    | 2    | 3    | 2    | 2    | 1        | 2         | 2    |
|                        | PSOE            | 1    | 1    | 2    | 2    | 2    | 2    | 1    | 1    | 2    | 2    | 1    | 1    | 1    | 2        | 2         | 2    |
|                        | Unidas Podemos  |      |      |      |      |      |      |      |      |      |      |      | 1    | 1    | 0        | 0         | 0    |
|                        | Ciudadanos      |      |      |      |      |      |      |      |      |      |      |      | 0    | 0    | 1        | 0         |      |
| Partidos desaparecidos |                 |      |      |      |      |      |      |      |      |      |      |      |      |      |          |           |      |
|                        | UCD             | 3    | 3    | 0    |      |      |      |      |      |      |      |      |      |      |          |           |      |
| Total                  | Total           | 4    | 4    | 4    | 4    | 4    | 4    | 4    | 4    | 4    | 4    | 4    | 4    | 4    | 4        | 4         | 4    |

a Los resultados corresponden a los de la coalición entre Alianza Popular y el Partido Demócrata Popular.

b Los resultados corresponden a los de Coalición Popular.

## Diputados elegidos

### Diputados elegidos para la Legislatura Constituyente
| Partido | Votos  | %     | Escaños | Miembros electos                                                                 |
| ------- | ------ | ----- | ------- | -------------------------------------------------------------------------------- |
| (UCD)   | 89.363 | 47,97 | 3       | Juan Manuel Reol Tejada, Manuel Fernández Manrique, José Antonio González García |
| (PSOE)  | 44.388 | 23,83 | 1       | Esteban Granado Bombín                                                           |

c Los resultados corresponden a los de Alianza Popular.

### Diputados elegidos para la I Legislatura
| Partido | Votos  | %     | Escaños | Miembros electos                                                                 |
| ------- | ------ | ----- | ------- | -------------------------------------------------------------------------------- |
| (UCD)   | 95.425 | 52,94 | 3       | Juan Manuel Reol Tejada, José Antonio González García, José Luis del Valle Pérez |
| (PSOE)  | 41.394 | 22,96 | 1       | Esteban Granado Bombín                                                           |

d Los resultados corresponden a los de Coalición Democrática.

### Diputados elegidos para la II Legislatura
| Partido | Votos  | %     | Escaños | Miembros electos                           |
| ------- | ------ | ----- | ------- | ------------------------------------------ |
| (PP)e   | 90.969 | 42,95 | 2       | César Huidobro Díez, César de Miguel López |
| (PSOE)  | 79.626 | 37,59 | 2       | Luis Escribano Reinosa, Federico Sanz Díaz |

e Los resultados corresponden a los de la coalición entre Alianza Popular y el Partido Demócrata Popular.

### Diputados elegidos para la III Legislatura
| Partido | Votos  | %     | Escaños | Miembros electos                                                                                                 |
| ------- | ------ | ----- | ------- | --- |
| (PP)f   | 79.153 | 39,51 | 2       | Juan Carlos Aparicio Pérez (sustituido en febrero de 1989 por Agustín de la Sierra Herrera), César Huidobro Díez |
| (PSOE)  | 74.484 | 37,18 | 2       | Luis Escribano Reinosa, Federico Sanz Díaz                                                                       |

### Diputados elegidos para la IV Legislatura
| Partido | Votos  | %     | Escaños | Miembros electos                                     |
| ------- | ------ | ----- | ------- | ---------------------------------------------------- |
| (PP)    | 88.446 | 43,46 | 2       | Juan Carlos Aparicio Pérez, Gabriel Cisneros Laborda |
| (PSOE)  | 65.811 | 32,34 | 2       | Luis Escribano Reinosa, Federico Sanz Díaz           |

### Diputados elegidos para la V Legislatura
| Partido | Votos   | %     | Escaños | Miembros electos |
| ------- | ------- | ----- | ------- | --- |
| (PP)    | 111.439 | 49,57 | 2       | Juan Carlos Aparicio Pérez, Gabriel Cisneros Laborda |
| (PSOE)  | 76.863  | 34,19 | 2       | José Luis Corcuera Cuesta (sustituido en mayo de 1994 por María Isabel Abad Pinillos, a su vez sustituido en junio de 1995 por Julio Víctor Pascual Abad), Federico Sanz Díaz |

### Diputados elegidos para la VI Legislatura
| Partido | Votos   | %     | Escaños | Miembros electos |
| ------- | ------- | ----- | ------- | --- |
| (PP)    | 126.837 | 54,37 | 3       | Juan Carlos Aparicio Pérez (sustituido en mayo de 1996 por María Sandra Moneo Díez), Gabriel Cisneros Laborda, José Ignacio Marín Izquierdo |
| (PSOE)  | 71.804  | 30,78 | 1       | Julián Simón de la Torre |

### Diputados elegidos para la VII Legislatura
| Partido | Votos   | %     | Escaños | Miembros electos                                                                  |
| ------- | ------- | ----- | ------- | --------------------------------------------------------------------------------- |
| (PP)    | 129.501 | 58,36 | 3       | Juan Carlos Aparicio Pérez, María Sandra Moneo Díez, José Ignacio Marín Izquierdo |
| (PSOE)  | 64.358  | 29,01 | 1       | Julián Simón de la Torre                                                          |

### Diputados elegidos para la VIII Legislatura
| Partido | Votos   | %     | Escaños | Miembros electos                                      |
| ------- | ------- | ----- | ------- | ----------------------------------------------------- |
| (PP)    | 122.415 | 51,96 | 2       | María Sandra Moneo Díez, César Antonio Rico Ruiz      |
| (PSOE)  | 91.727  | 38,93 | 2       | Julián Simón de la Torre, María del Mar Arnaiz García |

### Diputados elegidos para la IX Legislatura
| Partido | Votos   | %     | Escaños | Miembros electos                                                                                               |
| ------- | ------- | ----- | ------- | --- |
| (PP)    | 117.613 | 50,51 | 2       | Juan Carlos Aparicio Pérez, María Sandra Moneo Díez                                                            |
| (PSOE)  | 94.202  | 40,46 | 2       | Octavio Granado Martínez (sustituido en abril de 2008 por Luis Tudanca Fernández), María del Mar Arnaiz García |

### Diputados elegidos para la X Legislatura
| Partido | Votos   | %     | Escaños | Miembros electos |
| ------- | ------- | ----- | ------- | --- |
| (PP)    | 116.057 | 54,21 | 3       | Juan Carlos Aparicio Pérez (sustituido en octubre de 2013 por José Máximo López Vilaboa), María Sandra Moneo Díez, Gema Conde Martínez |
| (PSOE)  | 59.878  | 27,97 | 1       | Luis Tudanca Fernández (sustituido en enero de 2015 por María del Mar Arnaiz García)                                                   |

### Diputados elegidos para la XI Legislatura
| Partido   | Votos  | %     | Escaños | Miembros electos                                    |
| --------- | ------ | ----- | ------- | --------------------------------------------------- |
| (PP)      | 81.780 | 38,08 | 2       | María Sandra Moneo Díez, Jaime Miguel Mateu Istúriz |
| (PSOE)    | 44.488 | 20,71 | 1       | Esther Peña Camarero                                |
| (PODEMOS) | 36.612 | 17,05 | 1       | Miguel Vila Gómez                                   |

## Senado

### Escaños obtenidos por partido (1977-2023)
| Candidatura            | Candidatura     | 1977 | 1979 | 1982 | 1986 | 1989 | 1993 | 1996 | 2000 | 2004 | 2008 | 2011 | 2015 | 2016 | 2019 (I) | 2019 (II) | 2023 |
| ---------------------- | --------------- | ---- | ---- | ---- | ---- | ---- | ---- | ---- | ---- | ---- | ---- | ---- | ---- | ---- | -------- | --------- | ---- |
|                        | Partido Popular |      |      | 3h   | 3i   | 3    | 3    | 3    | 3    | 3    | 3    | 3    | 3    | 3    | 1        | 2         | 3    |
|                        | PSOE            | 1    | 1g   | 1    | 1    | 1    | 1    | 1    | 1    | 1    | 1    | 1    | 1    | 1    | 3        | 2         | 1    |
| Partidos desaparecidos |                 |      |      |      |      |      |      |      |      |      |      |      |      |      |          |           |      |
|                        | UCD             | 3    | 3    | 0    |      |      |      |      |      |      |      |      |      |      |          |           |      |
| Total                  | Total           | 4    | 4    | 4    | 4    | 4    | 4    | 4    | 4    | 4    | 4    | 4    | 4    | 4    | 4        | 4         | 4    |

g Los resultados corresponden a los de Unidad Demócrata socialista.

h Los resultados corresponden a los de la coalición entre Alianza Popular y el Partido Demócrata Popular.

i Los resultados corresponden a los de Coalición Popular.

## Senadores elegidos

### Senadores elegidos para la Legislatura Constituyente
| Nombre y apellidos       | Votos  | Partido |
| ------------------------ | ------ | ------- |
| Pedro Carazo Carnicero   | 84.695 | (UCD)   |
| Félix Pérez Pérez        | 79.363 | (UCD)   |
| Manuel Chamón Rubio      | 61.575 | (UCD)   |
| Juan José Laborda Martín | 45.223 | (PSOE)j |

j Los resultados corresponden a los de Unidad Demócrata socialista.

### Senadores elegidos para la I Legislatura
| Nombre y apellidos                | Votos  | Partido |
| --------------------------------- | ------ | ------- |
| Pedro Carazo Carnicero            | 87.533 | (UCD)   |
| José Manuel García-Verdugo Candón | 85.317 | (UCD)   |
| Mariano Losa Quintana             | 80.997 | (UCD)   |
| Juan José Laborda Martín          | 44.727 | (PSOE)  |

### Senadores elegidos para la II Legislatura
| Nombre y apellidos           | Votos  | Partido |
| ---------------------------- | ------ | ------- |
| José María Álvarez de Eulate | 86.863 | (PP)k   |
| Vicente Mateos Otero         | 83.460 | (PP)k   |
| Agustín de la Sierra Herrera | 82.875 | (PP)k   |
| Juan José Laborda Martín     | 82.444 | (PSOE)  |

k Los resultados corresponden a los de la coalición entre Alianza Popular y el Partido Demócrata Popular.

### Senadores elegidos para la III Legislatura
| Nombre y apellidos       | Votos  | Partido |
| ------------------------ | ------ | ------- |
| Vicente Mateos Otero     | 78.148 | (PP)l   |
| Antonio Valverde Ortega  | 74.487 | (PP)l   |
| Juan José Laborda Martín | 74.158 | (PSOE)  |
| Mariano Villanueva Cirac | 74.008 | (PP)l   |

l Los resultados corresponden a los de Coalición Popular.

### Senadores elegidos para la IV Legislatura
| Nombre y apellidos        | Votos  | Partido |
| ------------------------- | ------ | ------- |
| Alberto Galerón de Miguel | 84.552 | (PP)    |
| Pedro Martín Iglesias     | 81.428 | (PP)    |
| Pilar Urzay Uzquiza       | 81.009 | (PP)    |
| Juan José Laborda Martín  | 63.387 | (PSOE)  |

### Senadores elegidos para la V Legislatura
| Nombre y apellidos       | Votos   | Partido |
| ------------------------ | ------- | ------- |
| Galo Barahona Álvarez    | 106.790 | (PP)    |
| Pedro Martín Iglesias    | 104.448 | (PP)    |
| Pilar Urzay Uzquiza      | 103.073 | (PP)    |
| Juan José Laborda Martín | 74.840  | (PSOE)  |

### Senadores elegidos para la VI Legislatura
| Nombre y apellidos                   | Votos   | Partido |
| ------------------------------------ | ------- | ------- |
| Ignacio Javier Ariznavarreta Esteban | 119.311 | (PP)    |
| Pedro Martín Iglesias                | 117.536 | (PP)    |
| María Cruz Rodríguez Saldaña         | 116.473 | (PP)    |
| Juan José Laborda Martín             | 69.678  | (PSOE)  |

### Senadores elegidos para la VII Legislatura
| Nombre y apellidos           | Votos   | Partido |
| ---------------------------- | ------- | ------- |
| Jesús Fernández López        | 122.126 | (PP)    |
| César Antonio Rico Ruiz      | 120.001 | (PP)    |
| María Cruz Rodríguez Saldaña | 119.167 | (PP)    |
| Juan José Laborda Martín     | 67.477  | (PSOE)  |

### Senadores elegidos para la VIII Legislatura
| Nombre y apellidos            | Votos   | Partido |
| ----------------------------- | ------- | ------- |
| Juan Carlos Aparicio Pérez    | 116.936 | (PP)    |
| María Begoña Contreras Olmedo | 114.484 | (PP)    |
| José Ignacio Marín Izquierdo  | 113.457 | (PP)    |
| Juan José Laborda Martín      | 87.336  | (PSOE)  |

### Senadores elegidos para la IX Legislatura
| Nombre y apellidos              | Votos   | Partido |
| ------------------------------- | ------- | ------- |
| María Begoña Contreras Olmedo   | 110.083 | (PP)    |
| Ignacio Alfredo González Torres | 107.038 | (PP)    |
| César Antonio Rico Ruiz         | 105.882 | (PP)    |
| Julián Simón de la Torrem       | 87.262  | (PSOE)  |

m Sustituido en junio de 2011 por Alfonso Pereda Fernández.

### Senadores elegidos para la X Legislatura
| Nombre y apellidos              | Votos   | Partido |
| ------------------------------- | ------- | ------- |
| Jaime Mateu Istúriz             | 108.989 | (PP)    |
| Ignacio Alfredo González Torres | 106.502 | (PP)    |
| María Begoña Contreras Olmedo   | 105.088 | (PP)    |
| Andrés Gil García               | 56.279  | (PSOE)  |

### Senadores elegidos para la XI Legislatura
| Nombre y apellidos            | Votos  | Partido |
| ----------------------------- | ------ | ------- |
| María Begoña Contreras Olmedo | 77.939 | (PP)    |
| Arturo Pascual Madina         | 75.780 | (PP)    |
| Cristina Ayala Santamaría     | 74.901 | (PP)    |
| Andrés Gil García             | 44.112 | (PSOE)  |